# Browar Okocim
Browar Okocim – browar przemysłowy w Brzesku należący do Carlsberg Polska. Założony został w 1845 roku.

## Historia
Browar w Okocimiu został założony przez Józefa Neumanna i Jana Ewangelistę Goetza w 1845 roku, a pierwszy war piwa powstał 23 lutego 1846 r. Do 1852 roku miał dwóch właścicieli. Po śmierci Józefa Neumanna i sprzedaży udziałów w spółce przez jego rodzinę jedynym właścicielem zakładu został Goetz. Mając pełną kontrolę nad przedsiębiorstwem rozpoczął jego rozbudowę oraz unowocześniał metody produkcyjne. W 1875 roku browar okocimski został rozbudowany o słodownię.
Po śmierci Jana Ewangelisty Goetza w 1893 roku zarząd browarem objął Jan Albin Goetz. Był on znakomitym przedsiębiorcą i sprawił, że na początku XX wieku browar w Okocimiu był szóstym co do wielkości zakładem piwowarskim w Austro-Węgrzech (na 1600) i największym na ziemiach polskich. W 1911 roku przyjął polskie nazwisko i od tego czasu znany był jako Jan Goetz-Okocimski z dewizą herbową „Pracą i Prawdą”.
W latach 30. XX wieku właścicielem zakładu był Antoni Jan Goetz, który utracił swój majątek w czasie II wojny światowej na rzecz niemieckiego okupanta.
Po II wojnie światowej browar został znacjonalizowany przez władze PRL. Powstały Okocimskie Zakłady Piwowarskie.
W 1990 roku browar został przekształcony w jednoosobową spółkę Skarbu Państwa, a następnie spółkę akcyjną pod nazwą Okocimskie Zakłady Piwowarskie S.A. Browar był notowany na Giełdzie Papierów Wartościowych w Warszawie. W 1996 roku głównym akcjonariuszem w spółce zostało duńskie przedsiębiorstwo Carlsberg. W 2001 roku browar wszedł w skład grupy piwowarskiej Carlsberg Polska.

## Produkty
- Jasne Okocimskie – jasny lager, zaw. alk. 5,0% ekstrakt 11,1%, IBU (goryczka) 17
- Mocne Dubeltowe – mocny lager, nagroda Golden Beer Poland 2013, zaw. alk. 6,5%, ekstrakt 13,5% IBU (goryczka) 21
- Klasyczna Pszenica – naturalnie mętne, piwo pszeniczne górnej fermentacji, zaw. alk. 5,0%, ekstrakt 12%, IBU (goryczka) 14
- Mistrzowski Porter – porter bałtycki, nagroda European Beer Star 2015, zaw. alk. 9,6%, ekstrakt 22%, IBU (goryczka) 38
- O.K. Beer – jasny lager, zaw. alk. 5,6%, ekstrakt 12,5%
- Dark lager
- Karmi Black

Pozostałe piwa warzone w browarze Okocim
- Carlsberg
- Harnaś
- Kasztelan Niepasteryzowany
- Książ
- Piast Mocne
- Piast Wrocławski
- Piwo bezalkoholowe
- Karmi Classic
- Somersby

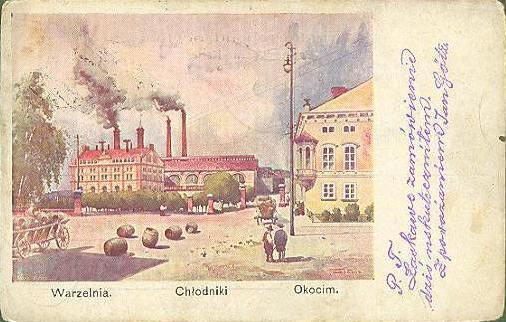
Browar Okocim na pocztówce (1900)
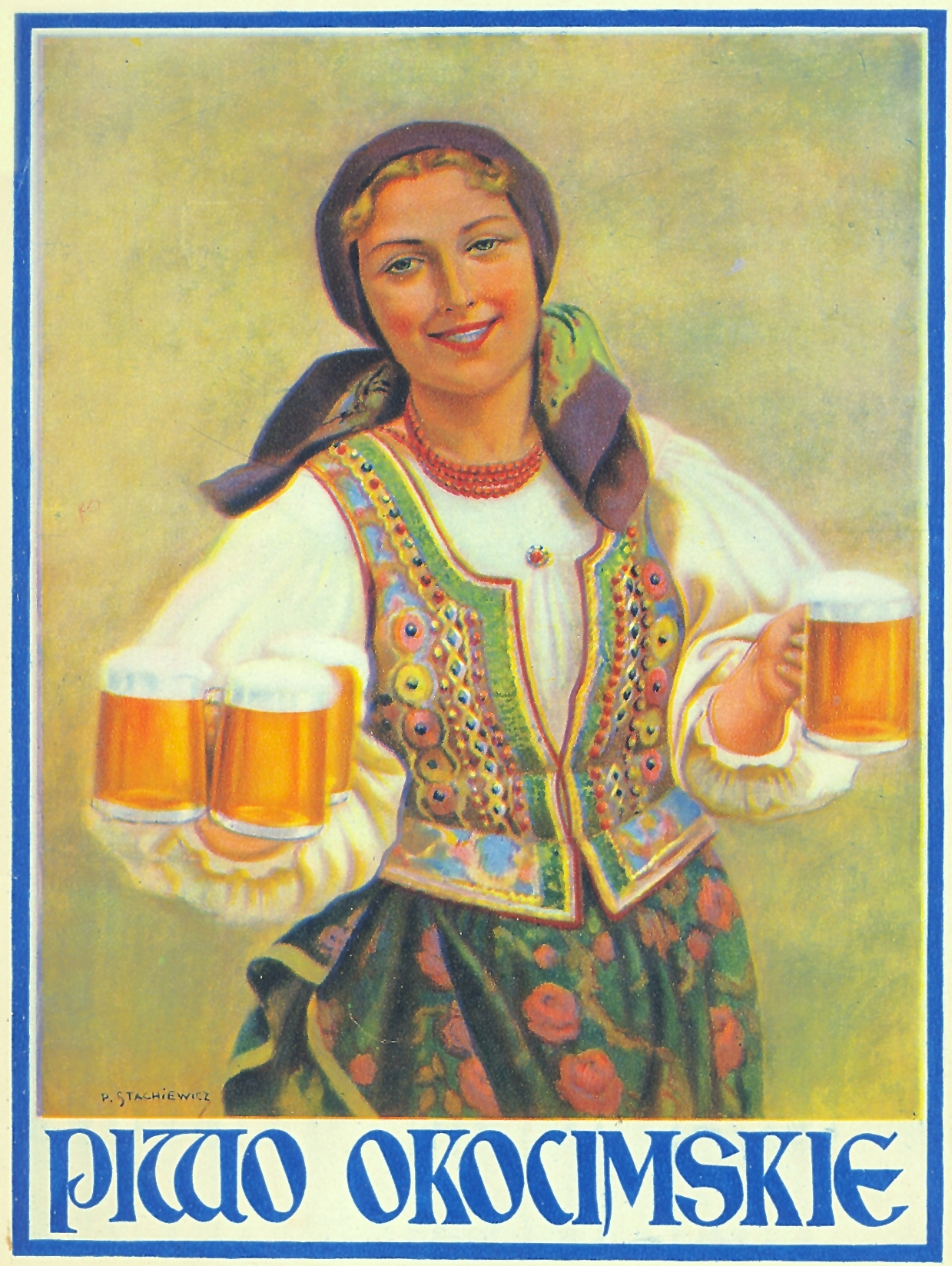
Reklama piwa z lat 1918–1939
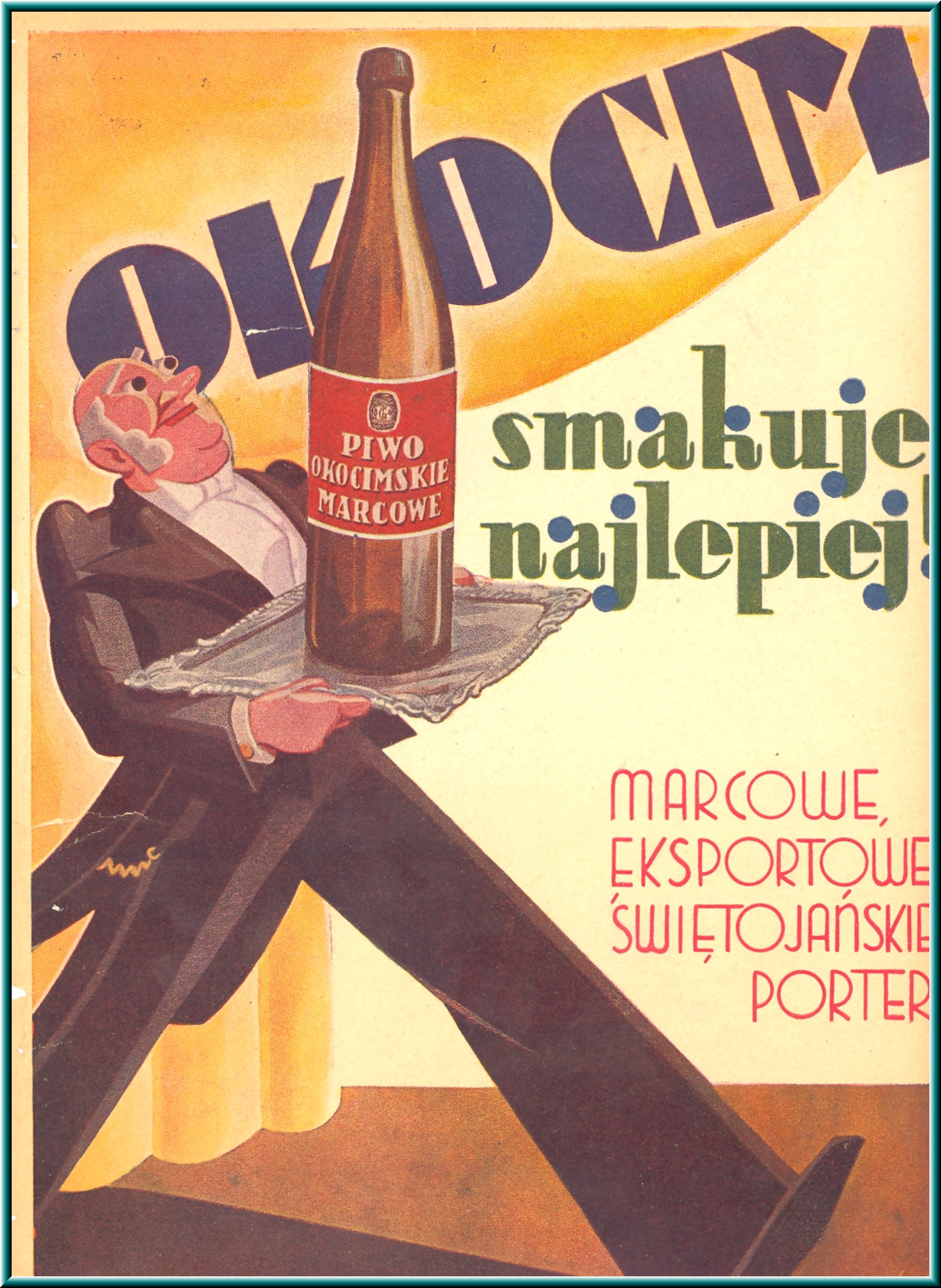
Asortyment piwa w reklamie z lat 1918–1939

## Literatura
- Aleksander Strojny: Browary w Polsce. Warszawa: Hachette Polska, 2009. ISBN 978-83-7575-674-6. Brak numerów stron w książce